# Nihon Ki-in
La Nihon Ki-in (日本棋院, litt. « Association japonaise de go ») est la principale organisation professionnelle dédiée au jeu de go au Japon.
L'autre grande association de go au Japon est la Kansai Ki-in.

## Historique
Longtemps protégé par le régime féodal de l'époque d'Edo qui lui avait accordé de nombreux privilèges, le monde du go a subi de plein fouet les transformations que la restauration de Meiji de 1868 imposa à la société japonaise. 
Dès 1879, Hoensha, une première organisation professionnelle tenta avec plus ou moins de succès de faire face aux nouveaux défis. 
En 1924, fut fondée une nouvelle organisation, la Nihon Ki-in qui parvint à fédérer, à moderniser et à démocratiser le monde du go. Elle a ainsi introduit le système Oteai de promotion des joueurs, a imposé la limitation du temps de réflexion dans les matchs professionnels et ouvert le go à l'élite des amateurs.
En 2021, la Nihon Ki-in assure la gestion des titres et le classement des joueurs au Japon. Elle publie des ouvrages techniques et diffuse le go en envoyant des missions et en sponsorisant divers événements liés au jeu de go.